# Willy van Bommel
Willy ("Stengel") van Bommel (30 juni 1954) is een Nederlands voormalig betaald voetballer.

## Overzicht clubcarrière
| Seizoen  | Club         | Competitie     | Wedstrijden | Doelpunten |
| -------- | ------------ | -------------- | ----------- | ---------- |
| 1975-'78 | FC Amsterdam | Eredivisie     | 39          | 9          |
| 1978-'79 | FC Amsterdam | Eerste divisie | -           | -          |
| 1979-'81 | MVV          | Eredivisie     | 55          | 6          |
| 1981-'82 | Willem II    | Eredivisie     | 28          | 2          |
| 1982-'84 | MVV          | Eerste divisie | -           | -          |
| 1984-'85 | MVV          | Eredivisie     | 6           | 0          |